# Siméria
Siméria é um bairro da cidade de Petrópolis, estado do Rio de Janeiro.
É possível ver do alto deste bairro a cidade do Rio de Janeiro e alguns de seus pontos famosos, como o réveillon da praia de Copacabana.
O local é conhecido por ser largamente utilizado na prática de voo livre.